# إمبراطورية غاجاباتي
إمبراطورية غاجاباتي كانت إمبراطورية أسستها سلالة سوريافامشا (أدتس: Sūryavaṃśa، "سلالة الشمس") أو سلالة روتراي، وهي سلالة هندوسية في شبه القارة الهندية في العصور الوسطى. نشأت في منطقة تريكالينغا (التي تشمل معظم ولاية أوديشا الحالية والساحل الشمالي لأندرا برديش) وحكمت من عام 1434 إلى 1541م. خلفت هذه الإمبراطورية حكم سلالة غانغا الشرقية. تحت حكم الإمبراطور كابيليندرا ديفا، امتدت إمبراطورية غاجاباتي من نهر الغانج السفلي في الشمال إلى نهر كافيري في الجنوب.
تأسست سلالة غاجاباتي بواسطة الإمبراطور كابيليندرا ديفا (1434-1466م) في عام 1434. خلال فترة حكمه، توسعت حدود الإمبراطورية بشكل كبير؛ حيث استولت إمبراطورية غاجاباتي على أجزاء واسعة من ولاية أندرا برديش والمناطق الغربية من ولاية البنغال الغربية. كما شملت الأجزاء الشرقية والوسطى من مدهيا برديش وجهارخاند. يعد الإمبراطوران بوروشوتاما ديفا وبراتابارودرا ديفا من الحكام البارزين الآخرين من هذه السلالة. قُتل آخر إمبراطور، كاخاروا ديفا، على يد غوفيندا فيديادارا في عام 1541، والذي أسس سلالة بوي.
كان أباطرة غاجاباتي من رعاة الهندوسية الفيشنوية وكانوا متعبدين مخلصين للإله فيشنو وأمروا ببناء العديد من المعابد المخصصة له.